# 菱角乡 (曲靖市)
菱角乡，是中华人民共和国云南省曲靖市沾益区下辖的一个乡镇级行政单位。

## 行政区划
菱角乡下辖以下地区：
菱角村、赤章村、水冲村、刘家庄村、聂子洞村、旧屋鲁村、卜嘎村、小卡郎村、黎山村、白沙坡村、块所村、棚云村和稻堆村。